# 152641 Fredreed
152641 Fredreed este un asteroid din centura principală de asteroizi.

## Descriere
152641 Fredreed este un asteroid din centura principală de asteroizi. A fost descoperit pe 5 septembrie 1997 la Alfred University de D. R. DeGraff, și S. Weaver. Asteroidul prezintă o orbită caracterizată de o semiaxă mare de 2,58 ua, o excentricitate de 0,23 și o înclinație de 3,3° în raport cu ecliptica.